# Igreja de São Pedro de Rubiães

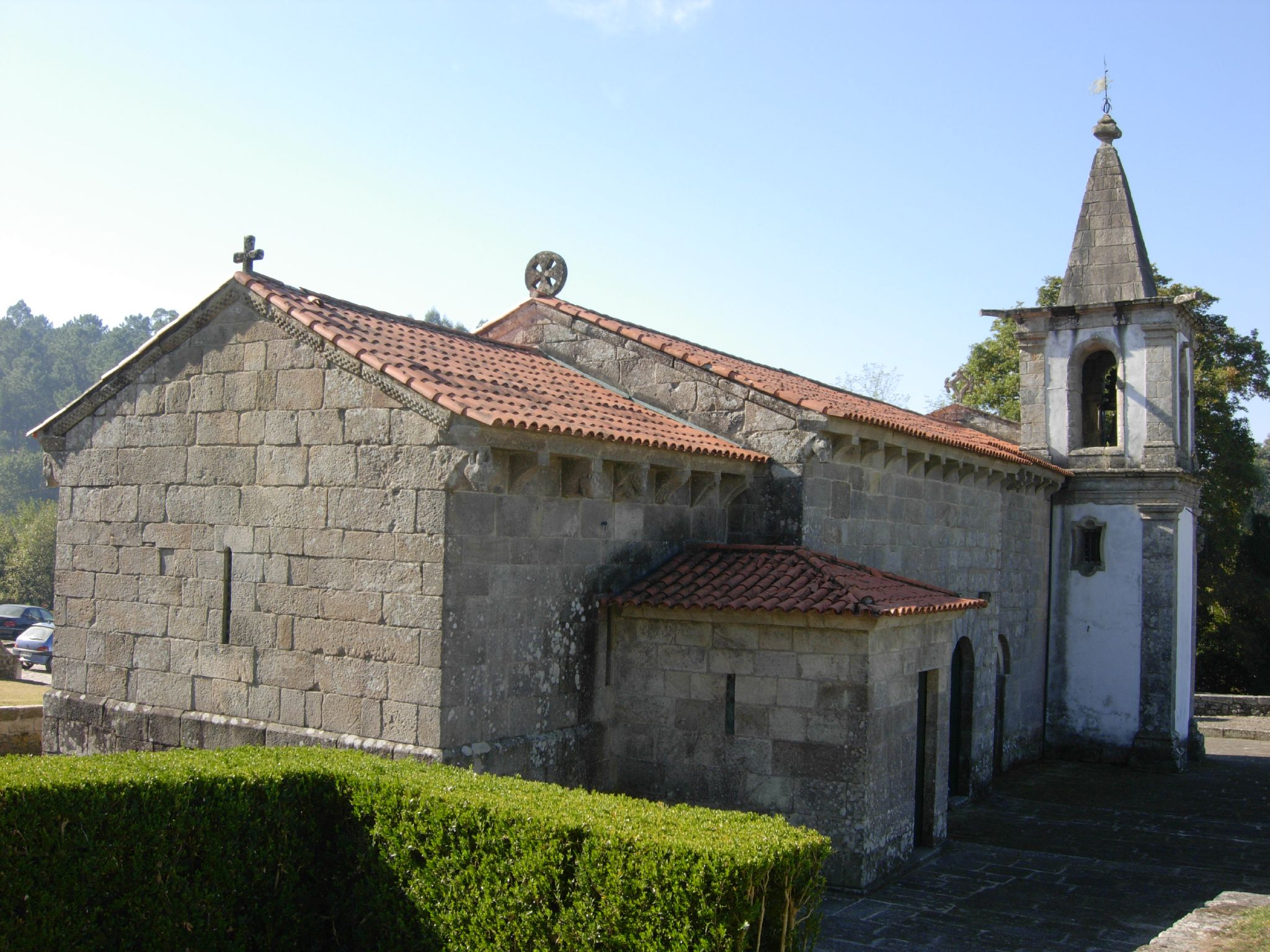
Igreja de São Pedro de Rubiães, Paredes de Coura.

A Igreja de São Pedro de Rubiães localiza-se na freguesia de Rubiães, no município de Paredes de Coura, distrito de Viana do Castelo, em Portugal.
Encontra-se classificada como Monumento Nacional desde 1913.

## História
A mais antiga referência conhecida a este templo é a da sua construção ou reconstrução em 1257.
A nave da igreja foi acrescentada no século XVI, quando a sua cabeceira foi deslocada mais para este.
A torre sineira data do século XVII.

## Características
Originalmente em estilo românico, foi edificada em alvenaria de pedra.